# Rinconada (Jujuy)
Rinconada is een plaats in het Argentijnse bestuurlijke gebied Rinconada in de provincie Jujuy. De plaats telt 1.352 inwoners.